# S-fase
De S-fase is in de cytologie een fase binnen de celcyclus. Vooraf aan deze fase gaat de G1-fase, waarmee de eigenlijke celcyclus begint. Het einde van de G1-fase wordt ook wel omschreven als het startpunt (bij gist) of het restrictiepunt (bij zoogdieren). Als een cel zich op of voorbij dit punt bevindt, is er geen weg terug; de cel gaat dan de S-fase in. Dit gebeurt zelfs als de extracellulaire signalen, die voor de celgroei en celdeling zorgen, zijn verwijderd uit de cel. Na de S-fase volgt de G2-fase. De G1, S en G2 fase vormen samen de interfase van de celcyclus. In menselijke cellen duurt de interfase zo'n 23 uur van een 24-uurs cyclus. Het overige uur is voor de M-fase, waarin mitose en meiose plaatsvinden.
Tijdens de S-fase wordt het DNA gekopieerd en gedupliceerd. Cellen in de S-fase zijn gemakkelijk te achterhalen met een microscoop en immunofluoriscentie door toevoeging van visualiseringsmoleculen die in het nieuwe DNA ingebouwd worden. Een voorbeeld hiervan is BrdU.
De celcyclus wordt gereguleerd met behulp van een celcycluscontrolesysteem. Hierbij zijn cycline-afhankelijke kinases (cyclin-dependent kinases: CdKs) nodig. Deze Cdks zijn inactief totdat ze binden met een bepaald eiwit, de cycline. De binding van deze twee componenten leidt tot activering van een bepaalde fase in de celcyclus. Zo zorgt de binding van S-cyclines voor de activatie van de S-fase.